# Réacteur anaérobie compartimenté
Un réacteur anaérobie compartimenté ou réacteur anaérobie à chicane est une technologie d'assainissement, consistant essentiellement en une fosse septique améliorée grâce à l'ajout de chicanes. Les eaux usées qui y entrent sont ainsi forcées dans un écoulement plus long et à un contact accru avec les boues sédimentées, permettant ainsi un traitement plus efficace, notamment une réduction de la DBO de 90%.
Un tel réacteur comprend une première fosse de décantation servant à éliminer les matières les plus lourdes. La taille de l'ouvrage dépend :
- du débit entrant, pouvant aller de deux à 200 m3 par jour
- du temps de rétention hydraulique, de 48 à 72 heures.
- du flux ascensionnel, devant être inférieur à 0,6 m/h
- du nombre de compartiments à flux ascendant, de trois à six généralement.

Tous les compartiments doivent pouvoir être accédés par un regard afin de vidanger les boues à intervalles réguliers. Ces fosses sont souvent ventilées pour libérer le biogaz produit.
Les effluents sortants requièrent généralement un traitement supplémentaire car ils sont encore contaminés.
Comme pour une fosse septique, un réacteur anaérobie compartimenté requiert plusieurs mois d'utilisation avant d'attendre un fonctionnement optimal, à cause du développement de la biomasse requis. Des boues de fosse septique ou des fèces animales peuvent être ajoutées pour accélérer ce processus.

## Source
Tilley, Elizabeth, 1979-, Ulrich, Lukas,, Lüthi, Christoph, et Reymond, Philippe,, Compendium des systèmes et technologies d'assainissement (ISBN 9783906484600, OCLC 957385596, lire en ligne)